# Hammer (песня Лорд)
«Hammer» — песня новозеландской певицы Лорд. Она была выпущена 20 июня 2025 года лейблами Universal Music New Zealand и Republic Records в качестве третьего сингла грядущего четвёртого студийного альбома Virgin.

## История
18 июня 2025 года Лорд объявила в социальных сетях «Hammer» как последний сингл перед выпуском своего альбома Virgin, добавив, что он служит вступительным треком альбома. Песня ранее была предварительно представлена поклонникам на временном мероприятии в здании лондонской парковки. Перед выпуском она поделилась тизером музыкального видео, в котором она сама с заплетёнными косичками и голубями, сидящими на каждом плече. Текстовый фрагмент — «There’s a heat in the pavement / My mercury’s rising» — также был предварительно представлен.

## Композиция
«Hammer» была описана Лорд как «ода городской жизни и вожделению». Том Брейхан из Stereogum охарактеризовал песню как «закрученный, бурлящий джем — не совсем танцевальная песня, но та, которая грозит превратиться в танцевальную песню в любой момент», подчёркивая её динамичное, танцевальное качество.

## Отзывы
Pitchfork описал трек как «более энергичный и попсовый», чем предыдущие синглы, похвалив продакшн Джима-И Стэка за его импульс и отметив, что Лорд подаёт тексты с настойчивостью и присутствием. Fader назвал песню «яростно бурлящим натиском барабанов» с «действительно захватывающим вокальным колебанием», подчеркнув её чувство освобождения и эйфории. Издание также выделило лирическую образность, описав её как наполненную «вспышками безудержной эйфории», такими как «туман фонтана, бьющий в лицо» и «импровизированный пирсинг на Канал-стрит».

## Музыкальное видео
В музыкальном видеоклипе на песню «Hammer», снятом Ренеллом Медрано, Лорд «танцует, плавает и проводит время на природе», а также в нём есть множество сцен, например, когда она делает татуировку на ягодицах в лесу и целуется с кем-то в машине. Видео было снято в лесопарковой зоне Хампстед-Хит на севере Лондона.

## Чарты
| Чарт (2025)                            | Высшая позиция |
| -------------------------------------- | -------------- |
| Австралия (ARIA)                       | 98             |
| Ирландия (IRMA)                        | 68             |
| Новая Зеландия (Recorded Music NZ)     | 29             |
| Великобритания (OCC UK Singles)        | 66             |
| США (Billboard Bubbling Under Hot 100) | 20             |